# Новое Тонкино
Новое Тонкино — деревня в Тонкинском районе Нижегородской области. Входит в городское поселение Рабочий посёлок Тонкино.

## География
Находится на расстоянии менее 3 километров по прямой на юго-восток от районного центра поселка Тонкино.

## Население
Постоянное население  не было учтено как в 2002 году, так и в 2010 .